# Michael Maltese
Michael Maltese (Nova York, 6 de febrer de 1908 - 22 de febrer de 1981) va ser un dibuixant de storyboards i guionista de dibuixos animats.
La trajectòria professional de Maltese al camp de l'animació comença el 1941, quan va ser contractat per Leon Schlesinger Productions, que tres anys més tard es va convertir en Warner Bros. Cartoons, si bé abans Maltese ja va aparèixer en un dibuix animat de Porky que combinava acció real titulat You Ought To Be In Pictures com a guàrdia de l'edifici Warner Brothers. Maltese va començar a treballar amb el director d'aquell curtmetratge, Friz Freleng, si bé a finals dels anys 1940 va començar treballar exclusivament amb el director Chuck Jones, un tàndem que va crear curtmetratges guanyadors del Premi Oscar com For Scent-imental Reasons (1949) i el documental animat de seguretat pública, So Much For So Little que va guanyar aquell mateix any l'Oscar al millor documental curt. Al costat de Jones va crear els personatges Pepé Le Pew i Wile E. Coyote i el Correcamins.
Alguns dels seus primers treballs inclouen Bear Feat (1949), The Rabbit Of Seville (1950) i Rabbit Fire (1951). Els seus treballs més famosos són Feed The Kitty (1952), Beep, Beep (1952), Rabbit Seasoning (1952), Don't Give Up The Sheep (1953), Duck Amuck (1953), Bully For Bugs (1953), Bewitched Bunny (1954), From A To Z-z-z-z (1954) i Beanstalk Bunny (1955). També va treballar en One Froggy Evening (1955), la primera aparició de Michigan J. Frog.
Alguns dels seus treballs posteriors van ser Ali Baba Bunny (1957), Robin Hood Daffy (1958), What's Opera, Doc? (1957) i Duck Dodgers in The 24½th Century (1953). Maltese també va col·laborar amb Jones en la seua etapa a Tom i Jerry. Entre 1958 i 1970, va treballar per Hanna-Barbera Productions en sèries com The Huckleberry Hound Show, Els Picapedra i Els Jetsons.